# Беглеров, Игорь Арифович
Игорь Арифович Беглеров (род. 5 марта 1987, Кудымкар, Пермская область) — российский самбист, 4-кратный чемпион России, 3-кратный чемпион мира, призёр чемпионатов России и Европы, заслуженный мастер спорта России (2014). Живёт в Кудымкаре. Тренируется в специализированной детско-юношеской школе олимпийского резерва имени Л. Д. Голева. Его наставник — Заслуженный тренер России Василий Никитин.

## Спортивные результаты
- Чемпионат России по самбо 2009 года — ;
- Чемпионат России по самбо 2011 года — ;
- Чемпионат России по самбо 2012 года — ;
- Чемпионат России по самбо 2013 года — ;
- Чемпионат России по самбо 2014 года — ;
- Чемпионат России по самбо 2015 года — ;
- Чемпионат России по самбо 2016 года — ;
- Чемпионат России по самбо 2019 года — ;